# Francis Lovett Carter-Cotton
Pour les articles homonymes, voir Carter et Cotton.
Cet article possède des paronymes, voir Francis Carter et Francis Cotton.
Francis Lovett Carter-Cotton (11 octobre 1843-20 novembre 1919) est un homme politique canadien de la Colombie-Britannique. Il est député provincial indépendant de la circonscription britanno-colombienne de Vancouver City de 1890 à 1900, ainsi que député conservateur de Richmond de 1903 à 1916.
Carter-Cotton occupe le poste de ministre des Finances et de l'Agriculture de 1898 à 1900, chef commissaire des Terres et Travaux publics de 1899 à 1900, ainsi que président du conseil législatif de 1904 à 1910.

## Biographie

### Premières années
Né dans le quartier londonien de Shoreditch, Carter-Cotton s'installe dans l'ouest américain à Fort Collins dans le Colorado. Après un bref retour en Angleterre, il revient à Fort Collins et entreprend de construire un canal d'irrigation et faire des investissements fonciers et en bétail. À la suite d'une chute du prix du bétail, son entreprise s'écroule et il est poursuivi par ses créanciers qui lui réclament le remboursement de trois cents milles dollars. S'échappant dans un train pour Denver, il est traqué par une agence de détectives qui le suivent jusqu'à Kansas City dans le Missouri avant de perdre sa trace. 

### Éditorialiste
Réapparaissant à Vancouver, il s'associe au financier écossais Robert William Gordon et devient copropriétaire et éditeur du journal Daily News-Advertiser de Vancouver entre 1887 à 1910,.
En tant qu'éditorialiste, il s'oppose comme l'élite financière et d'affaires britanno-colombienne qui détourne les richesses naturelles de la province et s'enrichie aux dépens de la population de la province. En tant que réformiste, il prône de restreindre le pouvoir des élus pour le redistribuer aux fonctionnaires et aux experts. Lors des élections municipales de 1889, les réformiste de Vancouver se range derrière son nom contre l'hégémonie du maire David Oppenheimer.

### Homme politique
Sympathisant des travailleurs de la classe moyenne et opposé au gouvernement, il parvient à se faire élire député à l'Assemblée législative de la Colombie-Britannique en 1890. En décembre de la même année, ses partisans parviennent à ravir tous les sièges au conseil municipal de Vancouver sauf celui d'Oppenheimer. En octobre 1893, il tente de faire une coalition antigouvernementale avec l'ancien premier ministre Robert Beaven, adversaire du gouvernement de Theodore Davie. Cette coalition échoue en raison des rivalités entre Victoria et Vancouver quant à la répartition des circonscriptions. Réélu en 1894 bien qu'il purge une peine de trois mois de prison pour outrage au tribunal lors d'un procès contre son ancien partenaire d'affaires Gordon, il reçoit le soutien du Parti nationaliste fondé peu de temps auparavant par le révérend George Ritchie Maxwell et qui soutenait l'ensemble des candidats s'opposant au gouvernement dont Carter-Cotton.
Sa position politique l'amène à contester la redistribution des richesses naturelles initiée sous le mandat de William Smithe et que l'historienne Margaret Ormsby (en) nomme le Great Potlatch. La dénonciation de cette dilapidation conduit à la chute du gouvernement de John Herbert Turner en 1898. 
Réélu en 1898, il s'associe avec Joseph Martin et Charles Augustus Semlin et le groupe est appelé à former le gouvernement avec Semlin comme premier ministre et Carter-Cotton comme ministre des Finances. Au gouvernement, il fait voter le passage de la journée de travail de 10 à 8 heures pour les mineurs de mines de roches dures qui est vivement dénoncée par l'entrepreneur Henry Ogle Bell-Irving. Ce gouvernement s'avère moins servile face au milieu des affaires. Après une critique de Martin contre des membres du cabinet et son renvoie, le gouvernement chute à la suite d'une motion de censure. Le lieutenant-gouverneur Thomas R. McInnes propose à Martin de former le gouvernement. Défait sous l'étiquette du Parti réformiste en 1900.
Redevenu député sous l'étiquette conservatrice en 1900, il exige un poste gouvernemental à Richard McBride qui lui confie la présidence du conseil exécutif. Ce poste non rémunéré et honorifique lui est confié car sa présence n'est pas souhaitée malgré ses années de service. Sa popularité politique diminue graduellement en raison de son flegme britannique qui lui donne peu à peu une réputation de froideur. 

### Dernières années
Bien que son action à titre d'éditorialiste demeure respectée, il s'oppose aux innovations dans le secteur de l'information entre autres en refusant de créer des rubriques sportives et sur les questions féminines. 
En 1912, il remporte contre Charles Hibbert Tupper le poste de premier chancelier de l'université de la Colombie-Britannique et demeure en poste jusqu'en 1918. En 1913, il est élu président de la chambre de commerce de Vancouver (en).
Carter-Cotton meurt à Vancouver en novembre 1919 à l'âge de 76 ans.

## Noble allemand
Carter-Cotton serait détenteur d'un titre de noblesse allemand après un don d'un somme monétaire importante au duc de Saxe-Cobourg et Gotha qu'il reçoit en avril 1912, deux ans avant le déclenchement de la Première Guerre mondiale. Il demeure discret sur ce titre et ne sera nullement mentionné dans ses éloges funèbres. La découverte est faite par sa petite-fille qui découvre l'information dans les archives de Vancouver en 1972.